# Цинь Чунь
Цинь Чунь (кит. 秦醇) — учёный и писатель эпохи Северной Сун. Современник Лю Фу, Юэ Ши, Цянь Сибо, Лю Шии и др. О нем почти ничего неизвестно, что свидетельствует о его нечиновности. Некоторые его произведения вошли в составленный Лю Фу сборник «Высокие суждения у зелёных ворот».

## Произведения
- Неофициальная биография Чжао Фэйянь (кит. трад. 趙飛燕别传, упр. 赵飞燕别传)
- История про Тань Игэ (кит. трад. 譚意歌, упр. 谭意歌)
- Записки о Тёплом источнике (кит. трад. 溫泉記, упр. 温泉记)
- Записки о горе Лишань (кит. трад. 驪山記, упр. 骊山记)